# Serafino da Squillace
Serafino da Squillace (... – 1514) è stato un arcivescovo cattolico italiano.

## Biografia
Fu ordinato nell'ordine francescano (minoriti riformati).
Noto come fervente predicatore, fu nominato arcivescovo di Otranto il 20 ottobre 1480 da papa Sisto IV.
Fu sepolto nella cattedrale di Otranto, il cui monumento è opera di Niccolò Ferrando.